# Phân cấp hành chính Quốc gia Việt Nam
Quốc gia Việt Nam theo chế độ Quân chủ lập hiến và thuộc khối Liên hiệp Pháp. Cơ quan Trung ương gồm: Quốc trưởng, Chính phủ và Hội đồng Tư vấn Quốc gia. Cả nước chia thành 3 bộ, dưới bộ là Tỉnh, dưới tỉnh là Quận, dưới quận là Tổng và cuối cùng là Làng.

## Quốc trưởng
Quốc trưởng là chức vụ đứng đầu Nhà nước Quốc gia Việt Nam, là nguyên thủ Quốc gia. Đây là chức vụ Lập hiến cha truyền con nối nhưng chưa được Quốc trưởng Vĩnh Thụy (Bảo Đại) nhường cho con là Thái tử Nguyễn Phúc Bảo Long thì chính thể Quốc gia Việt Nam đã giải tán sau cuộc trưng cầu dân ý vào năm 1954 đã phế truất Quốc trưởng Vĩnh Thụy và đưa đến việc thành lập nhà nước Việt Nam Cộng hòa về sau. Quốc trưởng có nhiệm vụ và quyền hạn:
- Ký và Phê chuẩn các hiệp ước.
- Tuyển lựa các trưởng phái đoàn và phái viên ngoại giao Việt Nam tại ngoại quốc, cấp phát Ủy nhiệm thư cho các vị ấy cũng như tiếp nhận Ủy nhiệm thư của các phái viên ngoại quốc.
- Chủ tọa Hội đồng Tổng trưởng, ấn định các chính sách của Chính phủ và chỉ thị về sự hoạt động của Chính phủ trong tất cả các ngành.
- Là Tổng Tư lệnh Tối cao Quân đội, có Quyền ân xá tội nhân.
- Ký và ban bố:

- Dụ, có tính cách Lập pháp và giá trị như một Đạo luật.
- Sắc lệnh, có tính cách thể lệ đặt ra để thi hành.

## Chính phủ
Thủ tướng Chính phủ, các Tổng Trưởng, Bộ trưởng và Thứ trưởng đều do Quốc trưởng bổ nhiệm bằng Sắc lệnh và chịu trách nhiệm trước Quốc trưởng. Quốc trưởng có quyền cách chức bất kỳ thành viên nào của Chính phủ.
Quyền hạn các thành viên Chính phủ do Sắc lệnh Quốc trưởng ấn định.
Nhân viên Chính phủ quyết định bằng Nghị định.
Thủ tướng Chính phủ điều khiển Chính phủ theo chỉ thị của Quốc trưởng; Chuyên trách điều hòa liên lạc giữa các thành viên Chính phủ cũng như chuyên trách về việc thi hành các Dụ và Sắc lệnh của Quốc trưởng.

## Hội đồng Tư vấn Quốc gia
Hội đồng tư vấn quốc gia gồm 45 Thành viên chính thức và 15 Thành viên dự khuyết do Quốc trưởng tuyển lựa. Ý kiến do đa số hội viên có mặt đưa ra về vấn đề do Chính phủ giao xét.
Trừ trường hợp bất khả kháng, Chính phủ buộc phải hỏi ý kiến Hội đồng Tư vấn Quốc gia trước khi chấp thuận luật lệ về ngân sách, quy chế  tự do cá nhân, sự cải cách căn bản nền kinh tế và xã hội.
Chính phủ buộc phải thảo luận lại khi nào Hội đồng Tư vấn Quốc gia có phát biểu ý kiến về tinh giảm các kinh phí (trừ chi phí quân sự) hoặc gia tăng các thứ thuế.